# Tomáš Hanousek
Tomáš Hanousek (* 3. června 1998 Kralupy nad Vltavou) je český lední hokejista hrající na postu obránce.

## Život
S hokejem začínal ve svém rodném městě v tamním klubu. Mládežnická léta ale strávil ve Švédsku, kde nastupoval za Södertälje SK. Za něj postupně hrál až do výběru dvacetiletých sportovců. Poté se, v roce 2017, vrátil zpět do České republiky a hrál za muže Znojma v mezinárodní EBEL lize, za výběr Bílých Tygrů Liberec do dvaceti let věku a též v rámci střídavých startů za muže Benátek nad Jizerou. Na sezónu 2018/2019 přestoupil do libereckého celku, za něž nastupoval za mužský výběr, a dále opět hostoval v celku z Benátek.Ročník 2019/2020 odehrál celý za liberecké Bílé Tygry, nicméně v další sezóně (2020/2021) znovu vedle zápasů za Liberec hostoval v Benátkách.
Před sezónou 2021/2022 přestoupil do karlovarského celku, avšak během ročníku hostoval též ve Zlíně a v Mladé Boleslavi. Po sezóně do mladoboleslavského celku přestoupil. Ročník však začal na hostování v pražské Slavii.